# Alopoglossus carinicaudatus
Alopoglossus carinicaudatus — вид ящірок родини Alopoglossidae. Мешкає в Еквадорі і Перу. Раніше вважався конспецифічним з Alopoglossus angulatus, однак за результатами молекулярно-генетичного дослідження, яке показало, що цей вид є насправді видовим комплексом, був визнаний окремим видом.

## Поширення і екологія
Alopoglossus carinicaudatus мешкають на крайньому заході Амазонії, в басейні річки Напо, в еквадорських провінціях Напо, Пастаса, Орельяна і Сукумбіос та в перуанському регіоні Лорето. Вони живуть у вологих рівнинних тропічних лісах.